# James P. Richards
Pour les articles homonymes, voir Richards.
James Prioleau « Dick » Richards, né le 31 août 1894 à Liberty Hill (en) en Caroline du Sud et mort le 21 février 1979 à Lancaster dans le même État, est un avocat, juge et homme politique américain. Membre du Parti démocrate, il représente le 5e district de Caroline du Sud à la Chambre des représentants des États-Unis de 1933 à 1957. Il est ambassadeur spécial sous le président républicain Dwight D. Eisenhower.